# Between Two Women
Between Two Women is een Amerikaanse dramafilm uit 1945 onder regie van Willis Goldbeck. De film is het vijftiende deel uit de Dr. Kildare-filmreeks.

## Verhaal
Dr. Randall 'Red' Adams neemt met tegenzin de plaats van zijn baas Dr. Leonard B. Gillespie over bij een sociale gelegenheid. Tot zijn grote verbazing wordt hij daar gekoppeld met Ruth Edley, een rijke en aantrekkelijke socialite. Ze worden verliefd en al snel maakt zij plannen om te trouwen. Red heeft echter meer interesse in Edna, een nachtclubzangeres. Tijdens een gesprek komt hij tot de ontdekking dat Edna lijdt aan een afwijking waarbij ze een hekel heeft gekregen aan eten. Dit heeft geresulteerd tot ernstige ondervoeding.
Ondertussen constateert hij de ziekte van Bright bij Sally, een telefoonoperator in een ziekenhuis. Later probeert hij er achter te komen waarom Edna weigert te eten. Hij kan geen informatie vinden en wordt door Ruth geadviseerd verslag te doen bij haar vriendin Marian. Een gesprek met haar leidt tot informatie over Sylvia, de vriendin van haar ex-vriend. Edna geeft toe dat er tussen haar en Sylvia grote rivaliteit heerste en dat zij later overleed aan ondervoeding. Uit schuldgevoel stopte Edna toen ook met eten.
Als Red onthult dat Sylvia niet stierf aan ondervoeding, maar aan overmatig drankgebruik, is Edna genezen van haar psychische aandoening. Sally lijdt echter nog steeds en wordt ernstig ziek. Ze vreest dat ze kanker heeft, maar Red constateert dat haar nier is geblokkeerd en enkel een operatie hoeft te ondergaan. Na de operatie is ook Sally genezen. De film eindigt met een kus tussen Red en Ruth.

## Rolbezetting
| Acteur            | Personage                |
| ----------------- | ------------------------ |
| Van Johnson       | Dr. Randall 'Red' Adams  |
| Lionel Barrymore  | Dr. Leonard B. Gillespie |
| Gloria DeHaven    | Edna                     |
| Marilyn Maxwell   | Ruth Edley               |
| Keenan Wynn       | Tobey                    |
| Keye Luke         | Dr. Lee Wong How         |
| Alma Kruger       | Zuster Molly Byrd        |
| Walter Kingsford  | Dr. Walter Carew         |
| Marie Blake       | Sally                    |
| Nell Craig        | Zuster 'Nosey' Parker    |
| Shirley Patterson | Zuster Thorsen           |

## Filmreeks
- Internes Can't Take Money (1937)
- Young Dr. Kildare (1938)
- Calling Dr. Kildare (1939)
- The Secret of Dr. Kildare (1939)
- Dr. Kildare's Strange Case (1940)
- Dr. Kildare Goes Home (1940)
- Dr. Kildare's Crisis (1940)
- The People vs. Dr. Kildare (1941)
- Dr. Kildare's Wedding Day (1941)
- Dr. Kildare's Victory (1942)
- Calling Dr. Gillespie (1942)
- Dr. Gillespie's New Assistant (1942)
- Dr. Gillespie's Criminal Case (1943)
- 3 Men in White (1944)
- Between Two Women (1945)
- Dark Delusion (1947)